# Hyllus albooculatus
Hyllus albooculatus är en spindelart som först beskrevs av Vinson 1863.  Hyllus albooculatus ingår i släktet Hyllus och familjen hoppspindlar. Inga underarter finns listade i Catalogue of Life.